# Białowieża
Białowieża [bʲawɔˈvʲɛʒa] (litauisch Bialovieža; belarussisch Белаве́жа; deutsch Bialowies, Bialowiez oder Belowesch) ist ein Dorf im Powiat Hajnowski der Woiwodschaft Podlachien in Polen. Es ist Sitz der gleichnamigen Landgemeinde.

## Geschichte
In Białowieża fanden Geheimverhandlungen zwischen russischen und polnischen Emissären während des Polnisch-Sowjetischen Krieges in der zweiten Jahreshälfte 1919 statt. Während des Polnisch-Sowjetischen Kriegs wurde Białowieża polnisch.

## Gemeinde
Zur Landgemeinde Białowieża gehören weitere sieben Dörfer mit einem Schulzenamt.

## Sehenswürdigkeiten
- Białowieża-Nationalpark
- Białowieża-Urwald

## Persönlichkeiten
- Aleksander Waszkiewicz (1901–1945), Generalmajor der Polnischen Volksarmee
- Igor Newerly (1903–1987), Schriftsteller und Pädagoge
- Gawriil Abramowitsch Ilisarow (1921–1992), russisch-jüdischer Orthopäde